# Operación Bolívar (novela gráfica)
Operación Bolívar es una novela gráfica creada por el artista mexicano Edgar Clément publicada en entregas en la revista Gallito Cómix (posteriormente El Gallito Inglés) entre 1993 y 1994. La novela, considerada como un éxito en la historieta mexicana, ha sido materia de diversos análisis académicos.

## Historia
Fue creada y publicada por su autor, Edgar Clement, gracias a una beca del Fondo Nacional para la Cultura y las Artes (FONCA), y publicada en entregas en la revista independiente Gallito Comix en entregas entre 1993 y 1994. Debido a la complejidad de su trama y a la influencia tanto de elementos visuales del arte mexicano como de la novela gráfica y el historietismo estadounidense, Operación Bolívar se convirtió en una novela exitosa. Fue reeditada por Editorial Planeta en 1995 en dos volúmenes, por Ediciones del Cástor en 1999 y por Caligrama Editores en 2006.

## Estilo
Han sido citados como influencias visuales en Operación Bolívar los trabajos los de Dave McKean, Scott Hampton, Archie Goodwin, así como elementos visuales de la iconografía del judeocristianismo, el arte manierista y barroco mexicano y artistas como Francisco de Goya, José Guadalupe Posada o muralistas como David Alfaro Siqueiros.

## Recepción
Como refiere Acosta, el trabajo de Clement ha generado diversas críticas. Para Bruce Campbell es "el trabajo más importante de arte gráfico narrativo en México en las dos últimas décadas", en tanto para Víctor del Real, el editor original de la obra, casi quince años después de publicada la misma "no han aparecido obras que se acerquen a los parámetros conceptuales y metafóricos con que esta historieta dejó marcado el espacio de los dibujantes más inteligentes del país". Luego del éxito del cómic, el artista supuso que el mismo sería un buen recurso para abrirse paso en Estados Unidos o Europa, lo cual no ocurrió, por lo que tuvo animadversión durante un tiempo a su propia obra.